# Lijst van rijksmonumenten in Westerwolde

Topografisch kaartbeeld van de gemeente Westerwolde

De Nederlandse gemeente Westerwolde telt 131 inschrijvingen in het rijksmonumentenregister. Hieronder volgt een overzicht.

## Barnflair
| Object                                          | Oorspronkelijke functie? | Bouwjaar  | Architect | Locatie            | Coördinaten?                | Nr.?   | Afbeelding                                                          |
| ----------------------------------------------- | ------------------------ | --------- | --------- | ------------------ | --------------------------- | ------ | ------------------------------------------------------------------- |
| Redoute De Batterij                             | Voorwerk                 | 1796      |           | Leidijk            | 52° 51' 15" NB, 7° 5' 4" OL | 37458  | Upload foto                                                         |
| Voorm. sluiswachterswoning in eclectische stijl | Dienstwoning             | 1860-1870 |           | Munnekemoer Oost 4 | 52° 51' 1" NB, 7° 4' 56" OL | 520956 | Sluiswachterswoning Voorm. sluiswachterswoning in eclectische stijl |

## Bellingwolde
De plaats Bellingwolde telt 41 inschrijvingen in het rijksmonumentenregister. Zie Lijst van rijksmonumenten in Bellingwolde voor een overzicht.

## Blijham
De plaats Blijham telt 11 inschrijvingen in het rijksmonumentenregister. Zie Lijst van rijksmonumenten in Blijham voor een overzicht.

## Bourtange
De plaats Bourtange telt 12 inschrijvingen in het rijksmonumentenregister. Zie de Lijst van rijksmonumenten in Bourtange voor een overzicht.

## Hebrecht
De plaats Hebrecht telt 2 inschrijvingen in het rijksmonumentenregister.
| Object            | Oorspronkelijke functie? | Bouwjaar | Architect | Locatie                                       | Coördinaten?                 | Nr.?   | Afbeelding        |
| ----------------- | ------------------------ | -------- | --------- | --------------------------------------------- | ---------------------------- | ------ | ----------------- |
| J. Buiskoolweg    | Weg                      | ca. 1930 |           | tussen Rhederweg en Bourtangerweg             | 53° 2' 58" NB, 7° 11' 16" OL | 520943 | J. Buiskoolweg    |
| Betonnen balkbrug | Brug                     | ca. 1930 |           | J. Buiskoolweg, over de Noordelijke Hoofdwijk | 53° 3' 16" NB, 7° 11' 12" OL | 520944 | Betonnen balkbrug |

## Jipsinghuizen
De plaats Jipsinghuizen telt 1 inschrijving in het rijksmonumentenregister.
| Object                                    | Oorspronkelijke functie? | Bouwjaar | Architect | Locatie          | Coördinaten?                 | Nr.?  | Afbeelding        |
| ----------------------------------------- | ------------------------ | -------- | --------- | ---------------- | ---------------------------- | ----- | ----------------- |
| Grote boerderij van het Westerwoldse type | Boerderij                | 1873     |           | Weenderstraat 19 | 52° 58' 52" NB, 7° 8' 50" OL | 37450 | Meer afbeeldingen |

## Laude
De plaats Laude telt 2 inschrijvingen in het rijksmonumentenregister.
| Object                    | Oorspronkelijke functie? | Bouwjaar                                   | Architect | Locatie             | Coördinaten?                 | Nr.?  | Afbeelding  |
| ------------------------- | ------------------------ | ------------------------------------------ | --------- | ------------------- | ---------------------------- | ----- | ----------- |
| Grote hallenhuisboerderij | Boerderij                |                                            |           | Ter Apelerstraat 23 | 52° 55' 37" NB, 7° 7' 41" OL | 37451 | Upload foto |
| Walsterarve               | Boerderij                | mog. 18e eeuw (voorhuis) 19e eeuw (schuur) |           | Ter Apelerstraat 28 | 52° 55' 20" NB, 7° 7' 9" OL  | 37452 | Walsterarve |

## Laudermarke
De plaats Laudermarke telt 1 inschrijving in het rijksmonumentenregister.
| Object                                                                                  | Oorspronkelijke functie? | Bouwjaar | Architect | Locatie    | Coördinaten?                 | Nr.?  | Afbeelding        |
| --------------------------------------------------------------------------------------- | ------------------------ | -------- | --------- | ---------- | ---------------------------- | ----- | ----------------- |
| Hallenhuisboerderij met achtergevel in vakwerkconstructie en muren van baksteen en leem | Boerderij                | 1818     |           | Veenweg 41 | 52° 53' 23" NB, 7° 6' 36" OL | 37453 | Meer afbeeldingen |

## Oudeschans
De plaats Oudeschans telt 10 inschrijvingen in het rijksmonumentenregister. Zie Lijst van rijksmonumenten in Oudeschans voor een overzicht.

## Rhederveld
De plaats Rhederveld telt 4 inschrijvingen in het rijksmonumentenregister.
| Object               | Oorspronkelijke functie? | Bouwjaar | Architect | Locatie               | Coördinaten?                | Nr.?   | Afbeelding           |
| -------------------- | ------------------------ | -------- | --------- | --------------------- | --------------------------- | ------ | -------------------- |
| Ontginningsboerderij | Boerderij                | ca. 1936 | Heidemij  | J. Buiskoolweg 12     | 53° 4' 7" NB, 7° 10' 59" OL | 520918 | Ontginningsboerderij |
| Weg met beplanting   | Weg                      | ca. 1930 |           | bij J. Buiskoolweg 12 | 53° 3' 59" NB, 7° 11' 3" OL | 520919 | Weg met beplanting   |
| Kunstmestloods       | Opslag                   | 1937     |           | bij J. Buiskoolweg 12 | 53° 4' 7" NB, 7° 10' 59" OL | 520920 | Upload foto          |
| Voetgangersbruggetje | Brug                     | ca. 1936 |           | bij J. Buiskoolweg 12 | 53° 4' 1" NB, 7° 10' 21" OL | 520921 | Voetgangersbruggetje |

## Sellingen
De plaats Sellingen telt 1 inschrijving in het rijksmonumentenregister.
| Object         | Oorspronkelijke functie? | Bouwjaar | Architect | Locatie        | Coördinaten?                 | Nr.?  | Afbeelding        |
| -------------- | ------------------------ | --- | --------- | -------------- | ---------------------------- | ----- | ----------------- |
| Hervormde kerk | Kerk en kerkonderdeel    | verm. ca. 1300 (schip en koor) verm. 1450-1500 (triomfboog) verm. 17e eeuw (vensters schip) 1858 (dakruiter) 1972-'73 (rest.) |           | Torenstraat 12 | 52° 56' 43" NB, 7° 8' 54" OL | 37455 | Meer afbeeldingen |

## Sellingerbeetse
De plaats Sellingerbeetse telt 1 inschrijving in het rijksmonumentenregister.
| Object      | Oorspronkelijke functie? | Bouwjaar              | Architect | Locatie       | Coördinaten?                 | Nr.?   | Afbeelding  |
| ----------- | ------------------------ | --------------------- | --------- | ------------- | ---------------------------- | ------ | ----------- |
| Harma Hoeve | Boerderij                | ca. 1939 1966 (verb.) |           | Beetserweg 34 | 52° 56' 31" NB, 7° 6' 50" OL | 520948 | Upload foto |

## Ter Apel
De plaats Ter Apel telt 13 inschrijvingen in het rijksmonumentenregister. Zie de Lijst van rijksmonumenten in Ter Apel voor een overzicht.

## Ter Borg
De plaats Ter Borg telt 5 inschrijvingen in het rijksmonumentenregister.
| Object                                                                                 | Oorspronkelijke functie? | Bouwjaar                    | Architect | Locatie     | Coördinaten?                 | Nr.?  | Afbeelding                                                                 |
| -------------------------------------------------------------------------------------- | ------------------------ | --------------------------- | --------- | ----------- | ---------------------------- | ----- | -------------------------------------------------------------------------- |
| Grote boerderij van het late Westerwoldse type met omlijste ingang opzij               | Boerderij                | gedeeltelijk mog. 18e-eeuws |           | Borgerweg 4 | 52° 56' 21" NB, 7° 7' 52" OL | 37454 | Meer afbeeldingen                                                          |
| Boerderij van het Oldambtster type met voorhuis met twee omlijste ingangen             | Boerderij                | 1878                        |           | Borgerweg 1 | 52° 56' 20" NB, 7° 8' 1" OL  | 37459 | Boerderij van het Oldambtster type met voorhuis met twee omlijste ingangen |
| Grote boerderij met voorhuis dat even breed is als de schuur en met bakhuis (stookhut) | Boerderij                | 1826                        |           | Borgerweg 3 | 52° 56' 19" NB, 7° 7' 52" OL | 37460 | Meer afbeeldingen                                                          |
| Eenvoudige boerderij van het Westerwoldse type met inrit in de voorgevel               | Boerderij                |                             |           | Borgerweg 7 | 52° 56' 11" NB, 7° 7' 40" OL | 37461 | Upload foto                                                                |
| Schaapskooi onder op staanders rustend en met pannen belegd dak                        | Boerderij                |                             |           | Borgerweg 6 | 52° 56' 21" NB, 7° 7' 49" OL | 37462 | Schaapskooi onder op staanders rustend en met pannen belegd dak            |

## Ter Haar
De plaats Ter Haar telt 1 inschrijving in het rijksmonumentenregister.
| Object                 | Oorspronkelijke functie?  | Bouwjaar | Architect                                                                                        | Locatie            | Coördinaten?                 | Nr.?  | Afbeelding        |
| ---------------------- | ------------------------- | --- | ------------------------------------------------------------------------------------------------ | ------------------ | ---------------------------- | ----- | ----------------- |
| Standerdmolen Ter Haar | Industrie- en poldermolen | 1619 1831-'32 (herb. op huidige locatie) herst. in ca. 1927, 1943, 1953, 1963, 1964 en 1974-'75 1986 (rest.) | Schulte (1927) Chr. Bremer (1943) Th. Bremer en Zn. (1953, 1963 en 1964) Bremer (1974-'75, 1986) | Sellingerstraat 22 | 52° 53' 44" NB, 7° 4' 36" OL | 37463 | Meer afbeeldingen |

## Ter Wisch
De plaats Ter Wisch telt 3 inschrijvingen in het rijksmonumentenregister.
| Object                                                     | Oorspronkelijke functie? | Bouwjaar | Architect | Locatie                 | Coördinaten?                 | Nr.?   | Afbeelding        |
| ---------------------------------------------------------- | ------------------------ | -------- | --------- | ----------------------- | ---------------------------- | ------ | ----------------- |
| Hallenhuisboerderij met dwarsdeel en terugliggende baander | Boerderij                | ca. 1790 |           | Sellingerstraat 5       | 52° 54' 43" NB, 7° 5' 48" OL | 37464  | Meer afbeeldingen |
| Ontginningsboerderij in Overgangsstijl                     | Boerderij                | 1914     |           | Ter Apelerstraat 42     | 52° 55' 2" NB, 7° 6' 12" OL  | 520937 | Upload foto       |
| Ontginningsboerderij, bijschuur                            | Boerderij                | ca. 1750 |           | bij Ter Apelerstraat 42 | 52° 55' 2" NB, 7° 6' 12" OL  | 520938 | Upload foto       |

## Veele
De plaats Veele telt 2 inschrijvingen in het rijksmonumentenregister.
| Object                                                   | Oorspronkelijke functie? | Bouwjaar | Architect | Locatie     | Coördinaten?                | Nr.?  | Afbeelding        |
| -------------------------------------------------------- | ------------------------ | -------- | --------- | ----------- | --------------------------- | ----- | ----------------- |
| Boerderij met woondeel dat iets smaller is dan de schuur | Boerderij                |          |           | Veelerweg 8 | 53° 2' 44" NB, 7° 5' 14" OL | 37465 | Meer afbeeldingen |
| Geselberg (voorm. gerechtsplaats)                        | Straatmeubilair          |          |           | Westerweg   | 53° 3' 23" NB, 7° 4' 53" OL | 37469 | Meer afbeeldingen |

## Veelerveen
De plaats Veelerveen telt 1 inschrijving in het rijksmonumentenregister.
| Object        | Oorspronkelijke functie?  | Bouwjaar                           | Architect                                            | Locatie      | Coördinaten?                | Nr.? | Afbeelding        |
| ------------- | ------------------------- | ---------------------------------- | ---------------------------------------------------- | ------------ | --------------------------- | ---- | ----------------- |
| Niemans Molen | Industrie- en poldermolen | 1916 1964-'65 (rest.) 2002 (rest.) | P. Wiertsema H. Wiertsema en A. Roemeling (1964-'65) | Loosterweg 2 | 53° 3' 36" NB, 7° 7' 28" OL | 8921 | Meer afbeeldingen |

## Vlagtwedde
De plaats Vlagtwedde telt 3 inschrijvingen in het rijksmonumentenregister.
| Object                                                                      | Oorspronkelijke functie? | Bouwjaar | Architect | Locatie         | Coördinaten?                | Nr.?   | Afbeelding                |
| --------------------------------------------------------------------------- | ------------------------ | --- | --------- | --------------- | --------------------------- | ------ | ------------------------- |
| Hervormde kerk                                                              | Kerk en kerkonderdeel    | eind 13e eeuw 1500-1550 (verb. koor) 1837 (herst., bepleistering) 1856 (toren) 1933 (herst.) 1975-'76 (rest.) |           | Kerkstraat 1    | 53° 1' 44" NB, 7° 6' 28" OL | 37466  | Meer afbeeldingen         |
| Grote boerderij van het Oldambtster type met risaliet en zaadzoldervensters | Boerderij                | ca. 1870 |           | Schoolstraat 29 | 53° 1' 44" NB, 7° 6' 21" OL | 37467  | Meer afbeeldingen         |
| Gereformeerde kerk, orgel                                                   | Vanwege onderdelen kerk  | verm. 1750-1800 1935 (plaatsing op huidige locatie)                                                           |           | Vledderkamp 60  | 53° 1' 27" NB, 7° 8' 3" OL  | 460737 | Gereformeerde kerk, orgel |

## Vriescheloo
De plaats Vriescheloo telt 3 inschrijvingen in het rijksmonumentenregister.
| Object                    | Oorspronkelijke functie?  | Bouwjaar                                                        | Architect      | Locatie         | Coördinaten?                | Nr.? | Afbeelding        |
| ------------------------- | ------------------------- | --------------------------------------------------------------- | -------------- | --------------- | --------------------------- | ---- | ----------------- |
| Hervormde kerk            | Kerk en kerkonderdeel     | 1717 1841 (toren) 1925 (verb. toren) ca. 1960 (rest.)           |                | Dorpsstraat 119 | 53° 4' 37" NB, 7° 7' 16" OL | 8922 | Meer afbeeldingen |
| Boerderij onder grote kap | Boerderij                 |                                                                 |                | Dorpsstraat 6   | 53° 5' 46" NB, 7° 8' 24" OL | 8923 | Meer afbeeldingen |
| De Korenbloem             | Industrie- en poldermolen | 1803 1895 (herb. op huidige locatie) 1973 (rest.) 1997 (herst.) | Siefken (1895) | Wedderweg 25a   | 53° 4' 6" NB, 7° 6' 46" OL  | 8924 | Meer afbeeldingen |

## Wedde
De plaats Wedde telt 6 inschrijvingen in het rijksmonumentenregister.
| Object                                                                     | Oorspronkelijke functie? | Bouwjaar | Architect                                 | Locatie                | Coördinaten?                | Nr.?   | Afbeelding                                            |
| -------------------------------------------------------------------------- | ------------------------ | --- | ----------------------------------------- | ---------------------- | --------------------------- | ------ | ----------------------------------------------------- |
| Boerderij van het Westerwoldse type met smal voorhuis onder zadeldak       | Boerderij                | mog. late 19e eeuw (kern) |                                           | Driepoldersweg 11      | 53° 4' 36" NB, 7° 2' 58" OL | 8910   | Meer afbeeldingen                                     |
| Wedderborg (Addingaborg, Huis te Wedde)                                    | Kasteel, buitenplaats    | kort na 1362 1486 (zuidbeuk) 1532 (ringmuur) 1541 (noordbeuk, traptoren) 1653-'58 (herst.) 18e eeuw en 1905 (verb.) 1956 (rest.) |                                           | Hoofdweg 7             | 53° 4' 2" NB, 7° 4' 23" OL  | 8925   | Meer afbeeldingen                                     |
| Landelijke woning met omlijste ingang onder schilddak met hoekschoorstenen | Woonhuis                 | 1850-'51 1914 (uitbr.) |                                           | Hoofdweg 21-23         | 53° 4' 6" NB, 7° 4' 25" OL  | 8926   | Meer afbeeldingen                                     |
| Tot rentenierswoning verbouwd boerderijtje met vrijwel gesloten topgevel   | Boerderij                | midden 19e eeuw (verb.) |                                           | Hoofdweg 8             | 53° 4' 7" NB, 7° 4' 21" OL  | 8927   | Meer afbeeldingen                                     |
| Hervormde kerk en toren op kerkhof                                         | Kerk en kerkonderdeel    | 13e eeuw (schip) 1450-1500 (koor) 1666 of later (verb.) 1860 (toren) 1975 (rest.)                                                | T.B. Raatjes (1860) P.L. de Vrieze (1975) | Schoolstraat 7         | 53° 4' 12" NB, 7° 4' 28" OL | 8928   | Meer afbeeldingen                                     |
| Villaboerderij in kubistisch-expressionistische stijl                      | Boerderij                | 1936 | J. Kruijer                                | Hoofdweg Wedderveer 75 | 53° 4' 52" NB, 7° 3' 52" OL | 520924 | Villaboerderij in kubistisch-expressionistische stijl |

## Wedderveer
De plaats Wedderveer telt 3 inschrijvingen in het rijksmonumentenregister.
| Object                              | Oorspronkelijke functie?  | Bouwjaar              | Architect                                              | Locatie            | Coördinaten?                | Nr.?   | Afbeelding        |
| ----------------------------------- | ------------------------- | --------------------- | ------------------------------------------------------ | ------------------ | --------------------------- | ------ | ----------------- |
| Boerderij van vroeg Oldambster type | Boerderij                 | 1805 (uitbouw)        |                                                        | Lutjeloosterweg 21 | 53° 5' 39" NB, 7° 5' 10" OL | 8929   | Meer afbeeldingen |
| Weddermarke                         | Industrie- en poldermolen | 1898 1957 (rest.)     | J. en L. Wiertsema H. Wiertsema en A. Roemeling (1957) | Molenweg 9         | 53° 5' 11" NB, 7° 5' 8" OL  | 8930   | Meer afbeeldingen |
| Spinnenkop Wedderveer               | Industrie- en poldermolen | 1938 1996-'97 (rest.) | L. Wiertsema Molema (1996-'97)                         | Hoofdweg 24        | 53° 5' 4" NB, 7° 4' 4" OL   | 388083 | Meer afbeeldingen |

## Weende
De plaats Weende telt 3 inschrijvingen in het rijksmonumentenregister.
| Object                                                                         | Oorspronkelijke functie? | Bouwjaar | Architect | Locatie          | Coördinaten?                 | Nr.?  | Afbeelding        |
| ------------------------------------------------------------------------------ | ------------------------ | -------- | --------- | ---------------- | ---------------------------- | ----- | ----------------- |
| Grote boerderij van het Oldambtstertype                                        | Boerderij                |          |           | Weenderstraat 46 | 52° 59' 58" NB, 7° 7' 47" OL | 37470 | Meer afbeeldingen |
| Boerderij van het Westerwoldse type met omlijste ingang opzij van het voorhuis | Boerderij                |          |           | Weenderstraat 47 | 53° 0' 6" NB, 7° 7' 43" OL   | 37471 | Meer afbeeldingen |
| Boerderij van het Oldambtster type met twee omlijste ingangen                  | Boerderij                |          |           | Weenderstraat 53 | 53° 0' 14" NB, 7° 7' 39" OL  | 37472 | Meer afbeeldingen |

Eemsdelta ·
Groningen ·
Het Hogeland ·
Midden-Groningen ·
Oldambt ·
Pekela ·
Stadskanaal ·
Veendam ·
Westerkwartier ·
Westerwolde